# Mandarinhal
A mandarinhal vagy zöld mandarinhal (Synchiropus splendidus) a sügéralakúak (Perciformes) rendjébe, azon belül a Callionymidae családba tartozó faj. A búvárok kedvence és különleges szépsége miatt népszerű sósvízi akváriumi hal, de természetes élőhelyétől távol nehezen tartható.

## Előfordulása
A fajt 1927-ben a Fülöp-szigeteknél végzett természettudományos feltáró munkája során Albert William Herre amerikai ichthiológus fedezte fel. Eredeti élőhelye a Csendes-óceán korallzátonyai, a Rjúkjú-szigetektől Ausztráliáig.

## Megjelenése
Hossza legfeljebb 6 cm. Egyike a jelenleg ismert két olyan állatfajnak, amelyek kék színét pigmentsejtek (kromatofórák) okozzák (a másik faj a közeli rokona, a pettyes mandarinhal (Synchiropus picturatus)). A kék színű pigmenteket tartalmazó sejteket cianofóráknak nevezik. Minden más állat esetében a kék színért a fényt interferáló purinkristályok felelősek.

## Életmódja
A mandarinhal napközben kevésbé, inkább alkonyat környékén aktív. Zátonylakó, a védett lagúnákban és a rejtett part menti zátonyokon tartózkodik. Mindenevő, étrendje elsősorban apró rákokból és más gerinctelenekből áll, de fogyaszt ikrát és növényi eredetű táplálékot is.

## Galéria

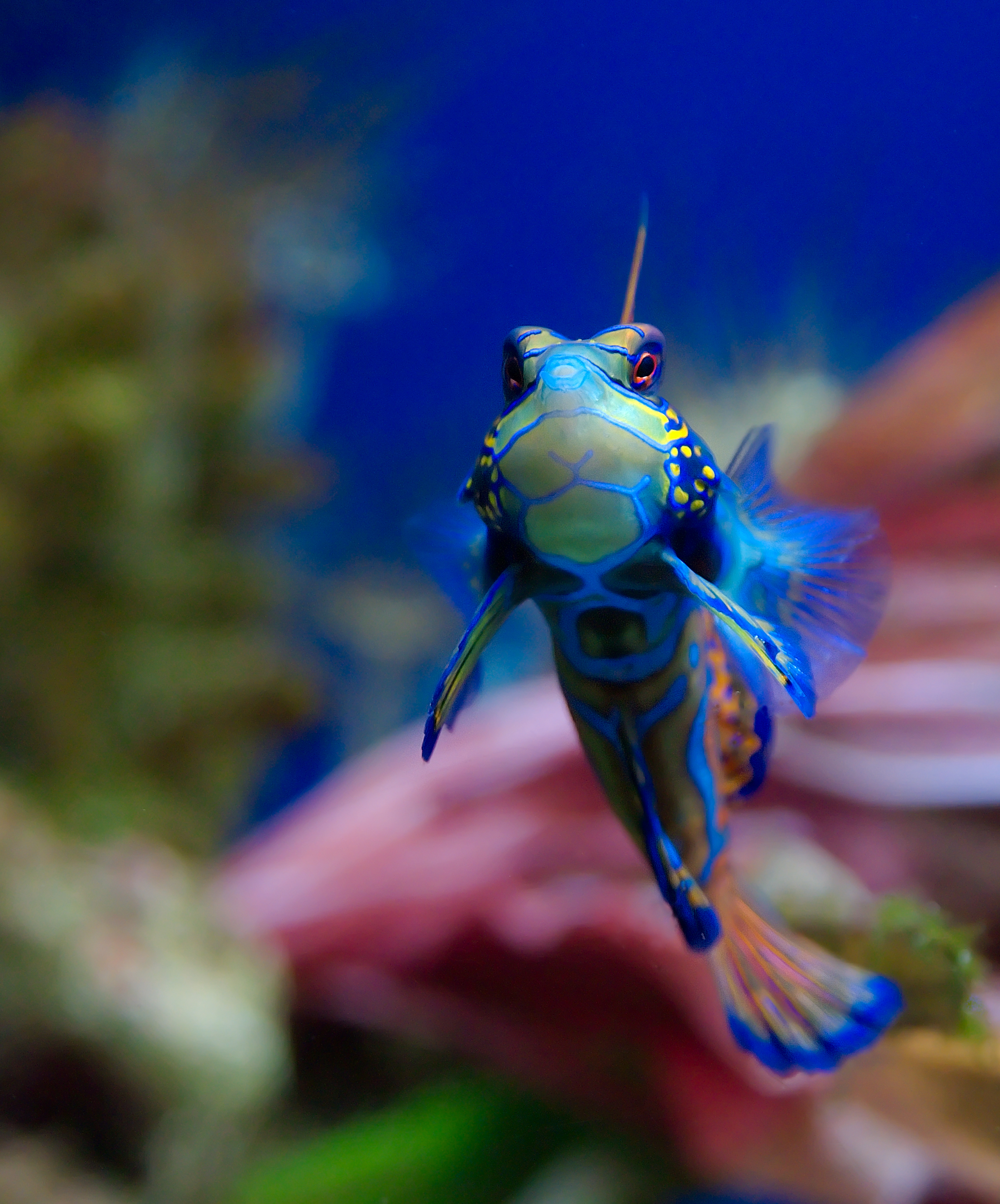
Synchiropus splendidus profilkép
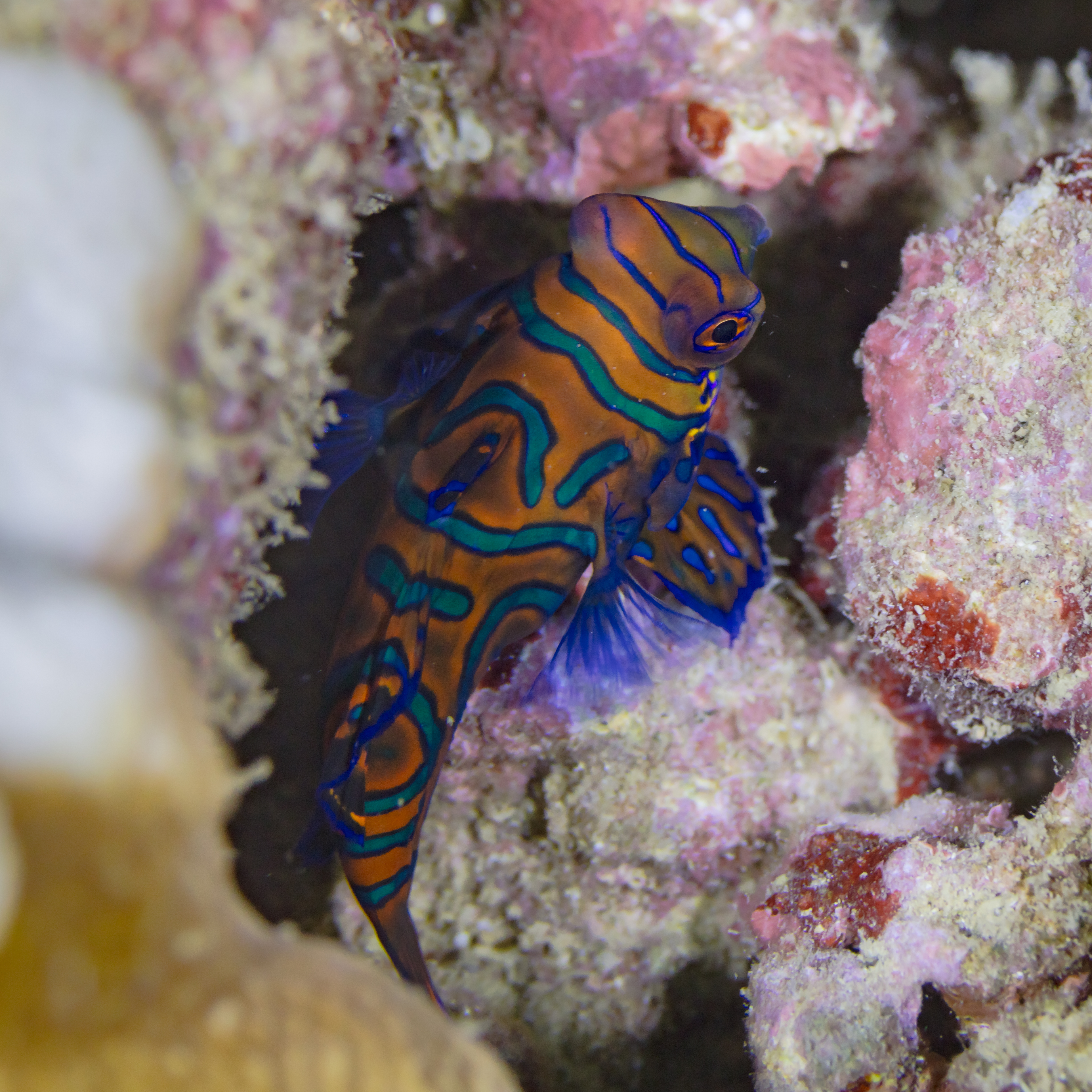
A hal habitusa
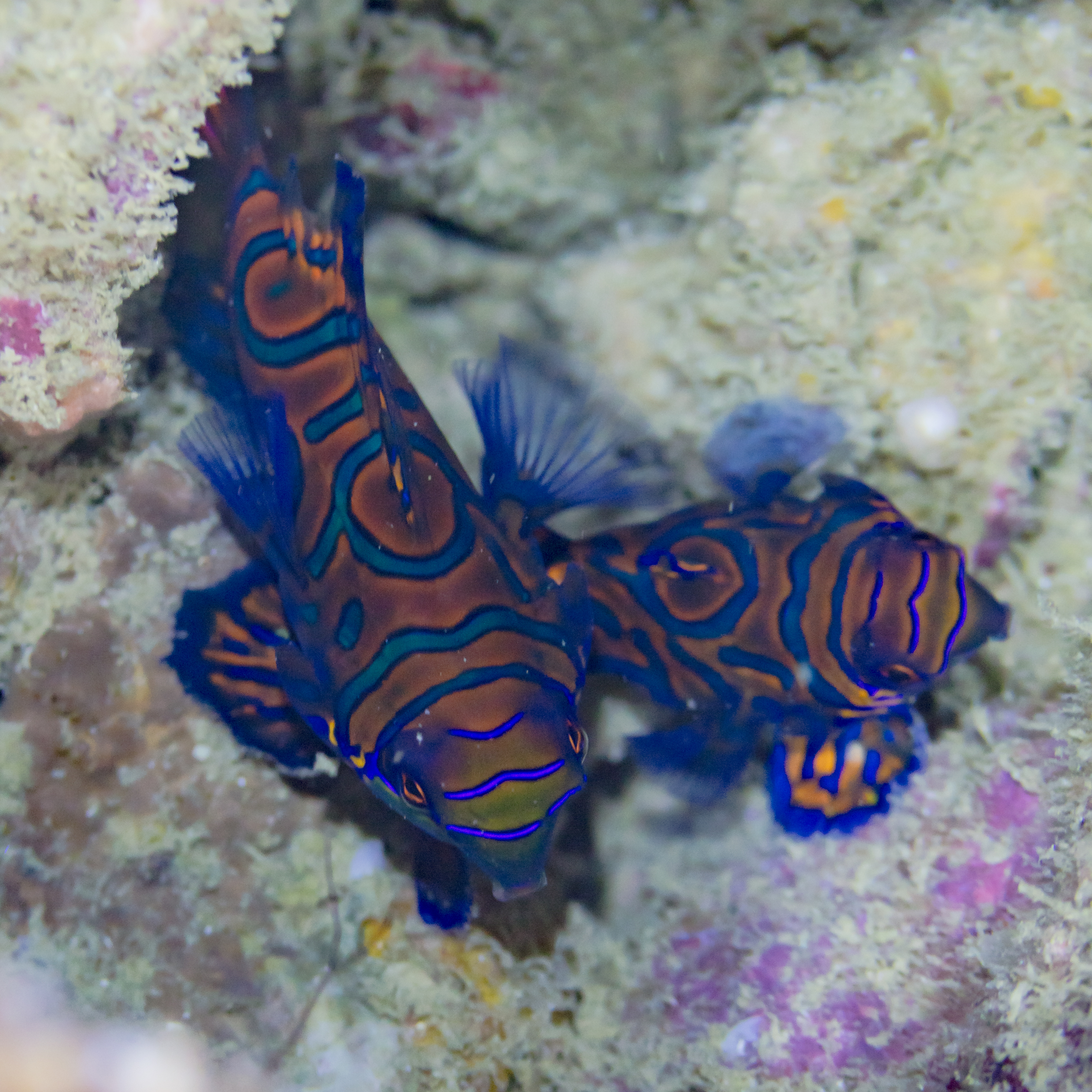
Pár
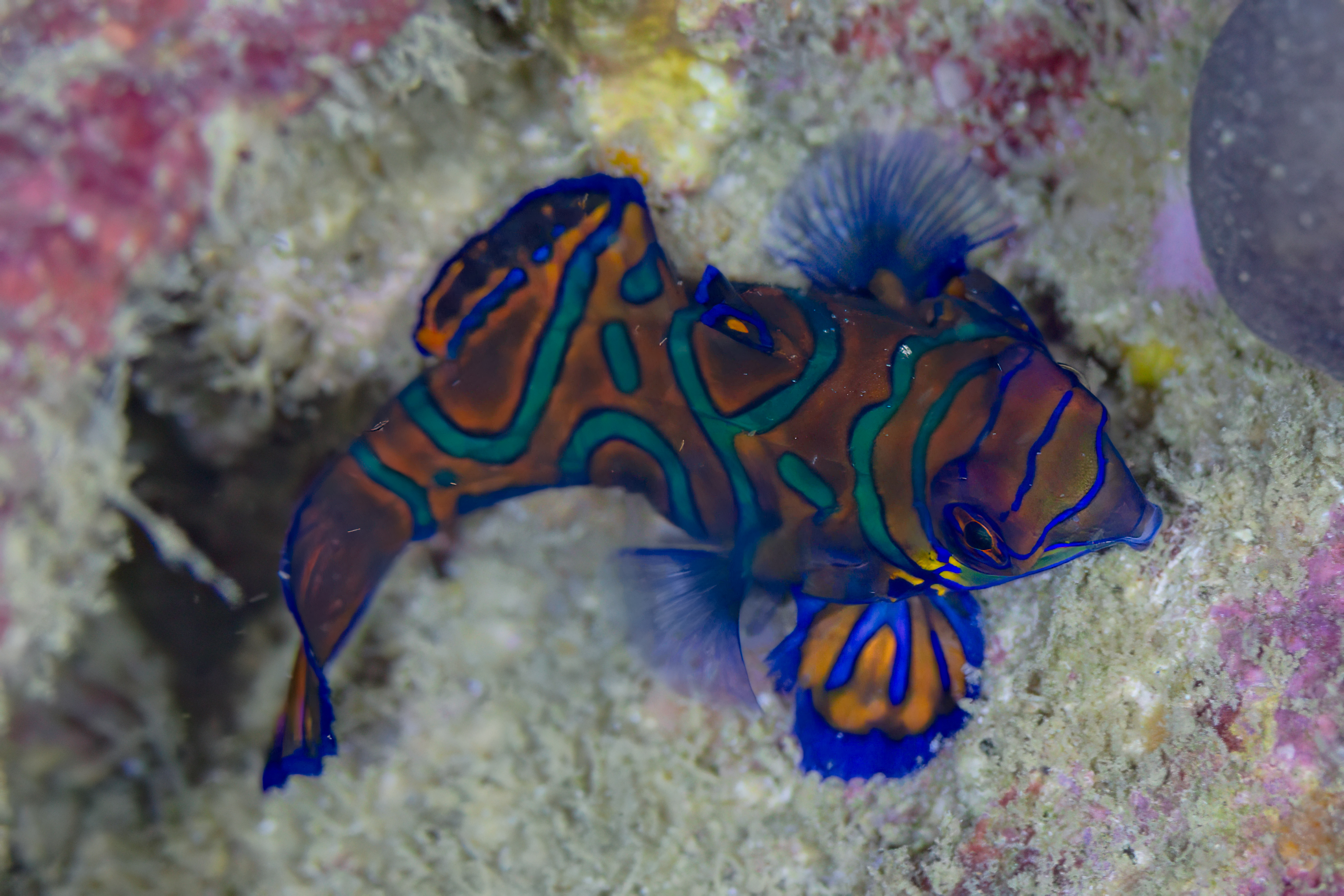
Példakép a Fülöp-szigeteki Anilao-ban

### Internetes leírások a mandarinhalról
- A faj adatlapja a FishBase oldalán. FishBase. (Hozzáférés: 2013. március 26.)
- A taxon adatlapja az ITIS adatbázisában. Integrated Taxonomic Information System. (Hozzáférés: 2013. március 26.)
- Mandarinfish Synchiropus splendidus (Herre, 1927). BioLib.cz. (Hozzáférés: 2013. március 26.)
- Synchiropus splendidus Mandarin-fish (angol nyelven). Encyclopedia of Life. (Hozzáférés: 2013. március 26.)
- Synchiropus splendidus (Herre, 1927) (angol nyelven). uBio. (Hozzáférés: 2013. március 26.)
- Synchiropus splendidus (Herre, 1927) (angol nyelven). WoRMS World Register of Marine Species. (Hozzáférés: 2013. március 26.)